# Saint-Rémy-de-Provence
Saint-Rémy-de-Provence, provensalska Sant Romieg de Provença, är en kommun i departementet Bouches-du-Rhône i regionen Provence-Alpes-Côte d'Azur i sydöstra Frankrike. Kommunen ligger i kantonen Saint-Rémy-de-Provence som ligger i arrondissementet Arles. År 2022 hade Saint-Rémy-de-Provence 9 547 invånare.

## Geografi
Saint-Rémy-de-Provence är belägen 20 km söder om Avignon.

## Sevärdheter
I stadens södra ytterområde ligger ruinerna efter den liguriska och sedermera romerska staden Gallun.

## Kända personer
- 1500-tals mystikern Nostradamus födelsestad.
- Författarinnan Marie Gasquets födelsestad, hon föddes år 1872.
- Vincent van Gogh vårdades på mentalsjukhus här mellan åren 1889 och 1890.

## Befolkningsutveckling
Antalet invånare i kommunen Saint-Rémy-de-Provence
Referens:INSEE